# (3271) Ul
(3271) Ul ist ein Asteroid vom Amor-Typ, der am 14. September 1982 von Hans-Emil Schuster am La-Silla-Observatorium entdeckt wurde.
Benannt ist er nach einem nächtlichen Mondgeist in der Mythologie der Melanesier auf den Neuen Hebriden. Ul ist der Gegenspieler von Tortali, dem Geist des Tages und der Sonne. Der Name Ul bezeichnet außerdem eine Gottheit in einer Belgariad-Fantasy-Saga von David Eddings.